# Iglesia de Sant'Egidio (Roma)
La iglesia de Sant'Egidio es una iglesia de Roma, en el barrio de Trastevere, en la plaza del mismo nombre.
El título cardenalicio de Sant'Egidio, instituido en 2019 por el Papa Francisco, insiste en ello.

## Historia
Esta iglesia se encuentra cerca de otra iglesia mucho más antigua llamada San Lorenzo in Janiculo o de curtibus . Estando en ruinas, el cabildo de Santa María en Trastevere lo concedió en 1610 a un carnicero devoto, llamado Agostino Lancellotti, para restaurarlo. Este último, ayudado por las generosas donaciones de la princesa de Venafro, restauró la iglesia, le cambió el nombre, llamándola Sant'Egidio, y le concedió la casa anexa a las monjas carmelitas descalzas.
Mientras tanto, sin embargo, las monjas habían obtenido otra iglesia cercana consagrada a los Santos Crispino y Crispiniano, e incorporada a su convento. Esta iglesia medieval era conocida en el pasado con el nombre de San Biagio in Trastevere o dei Velli, y había asumido el nombre de Crispino y Crispiniano cuando, en la segunda mitad del siglo XVI, fue concedida a la Compagnia dei Calzolai.
Como se consideraba excesivo tener dos iglesias en el mismo monasterio, las monjas decidieron demoler la iglesia de Sant'Egidio y reconstruir, en 1630, la iglesia de Santi Crispino y Crispiniano, dedicándola también a la Virgen del Carmelo, como todavía se puede leer en la puerta de la iglesia entrada: “BV Mariae de Monte Carmelo dicatvm a. salutis MDCXXX" .

## Descripción
Su fachada se compone de una puerta uy una ventana sobre ella, enmarcadas ambas, flanqueadas por dos pilastrass corintias de orden gigante que sostienen un frontón triangular. El interior de la iglesia es de una sola nave. De particular interés, el monumento funerario de Veronica Rondinini Origo de Carlo Fontana y el lienzo que representa a Sant'Egidio del Pomarancio.
Del antiguo convento carmelita, una parte alberga un Museo del folclore y de los poetas románicos, desde el 2000 denominado Museo di Roma in Trastevere, mientras que otra parte es la sede principal de la Comunidad de Sant'Egidio, una asociación laica católica dedicada a obras de apostolado, de asistencia, y comprometida en el ámbito internacional para promover la paz.